# 192293 Dominikbrunner
192293 Dominikbrunner este un asteroid din centura principală de asteroizi.

## Descriere
192293 Dominikbrunner este un asteroid din centura principală de asteroizi. A fost descoperit pe 10 octombrie 1990 la Tautenburg de Freimut Börngen și Lutz Dieter Schmadel. Asteroidul prezintă o orbită caracterizată de o semiaxă mare de 2,72 ua, o excentricitate de 0,16 și o înclinație de 4,2° în raport cu ecliptica.